# Ольше
О́льше (чеш. Olše) или О́льза (пол. Olza) — река в Чехии и Польше, образует часть границы между Чехией и Польшей протяжённостью 25,3 км. Правый приток верхнего течения Одры.
Длина реки — 86,2 км. Площадь водосборного бассейна насчитывает 1118 км². Средний расход воды у города Цешин в период с 1964 по 1990 год — 8 м³/с.
Протекает в исторической области Тешинская Силезия.
Начинается в Силезских Бескидах выше 909 м над уровнем моря на склонах горы Каролювка возле села Камешница. Далее течёт через Западнобескидское предгорье в Остравскую котловину. Впадает в Одру на высоте 190 м над уровнем моря севернее города Богумин.
Притоки: Ломна, Ропицанка, Стонавка, Тирка, Пётрув, Копитна, Глухова и другие.
На реке расположены города Яблунков, Тршинец, Чески-Тешин и Цешин, Карвина.

## Галерея

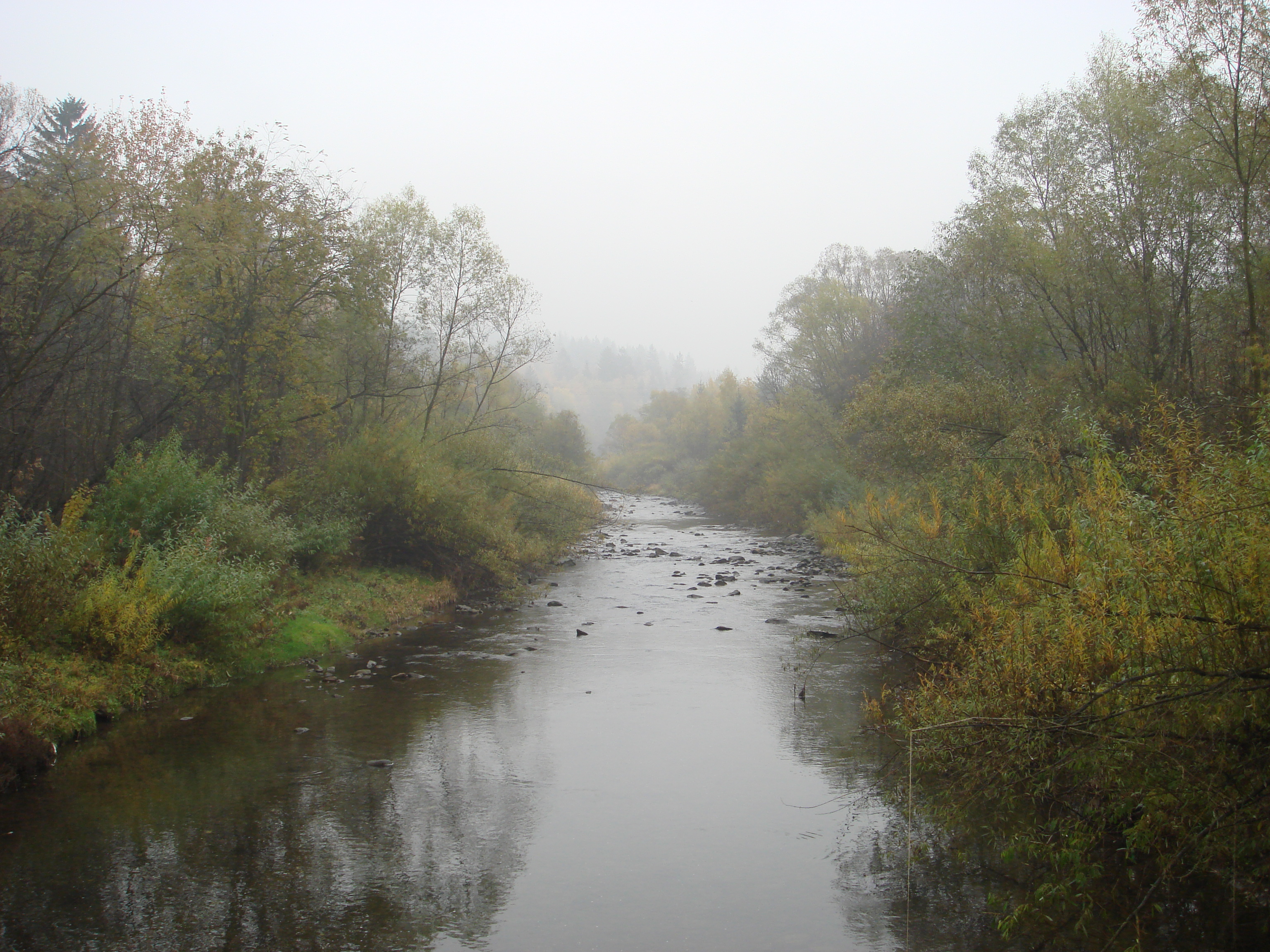
Река Ольше в деревне Буковец
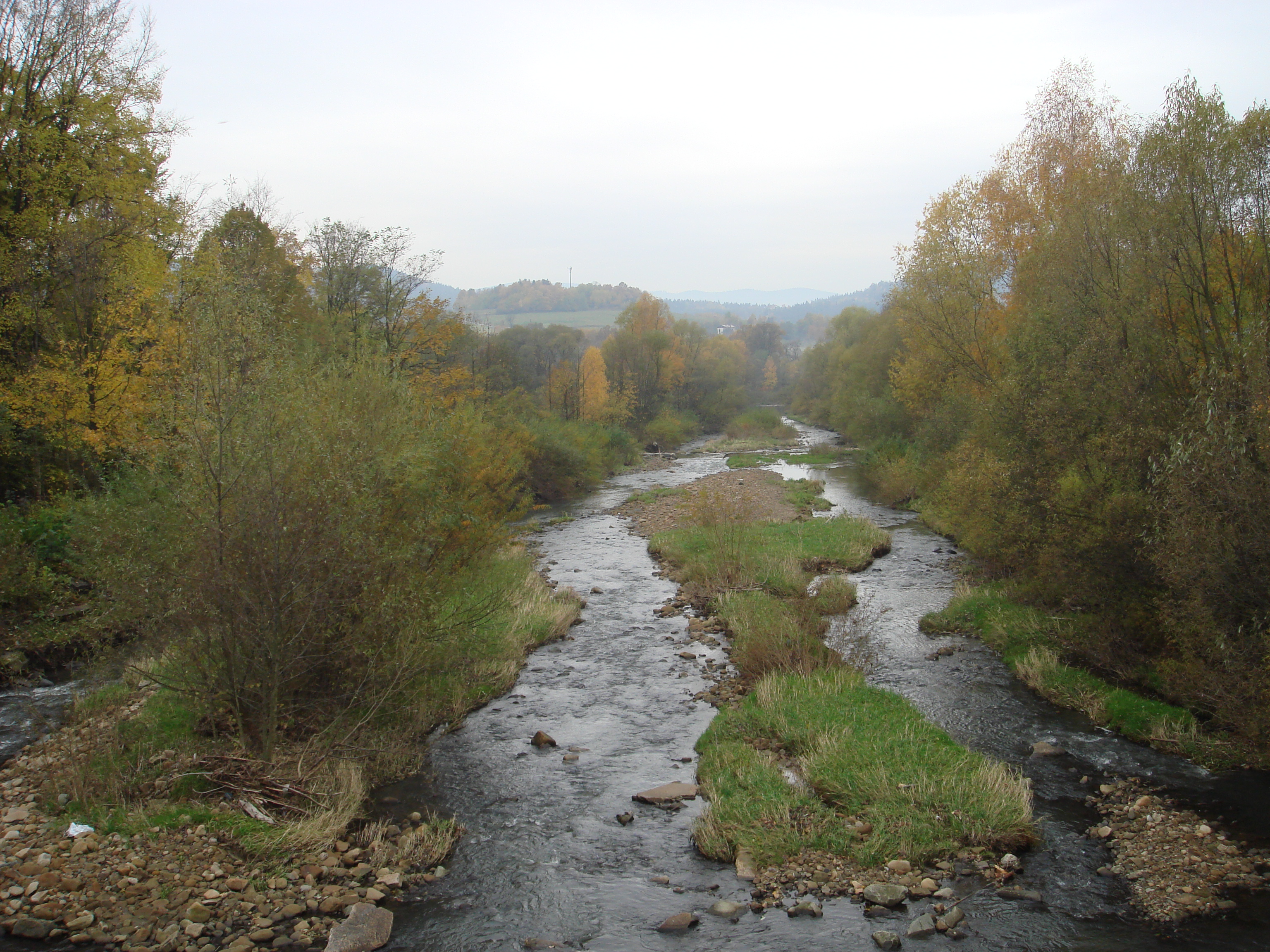
Река Ольше вдоль деревни Писек
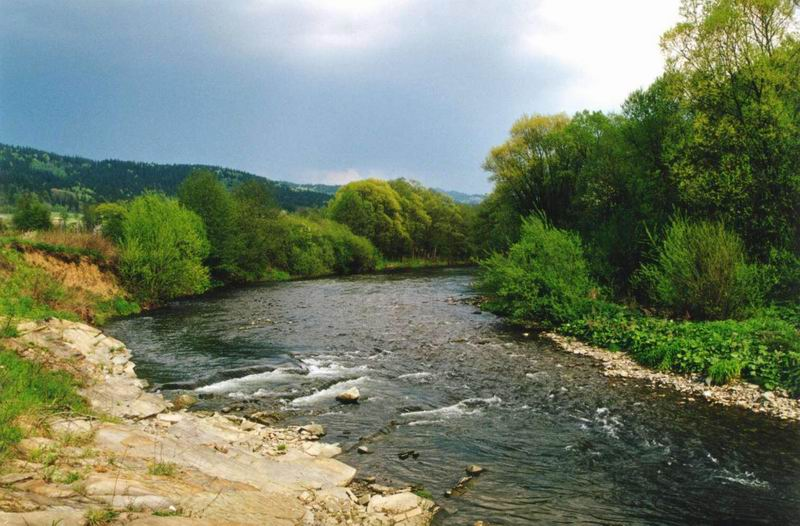
Река Ольше вдоль деревни Градек
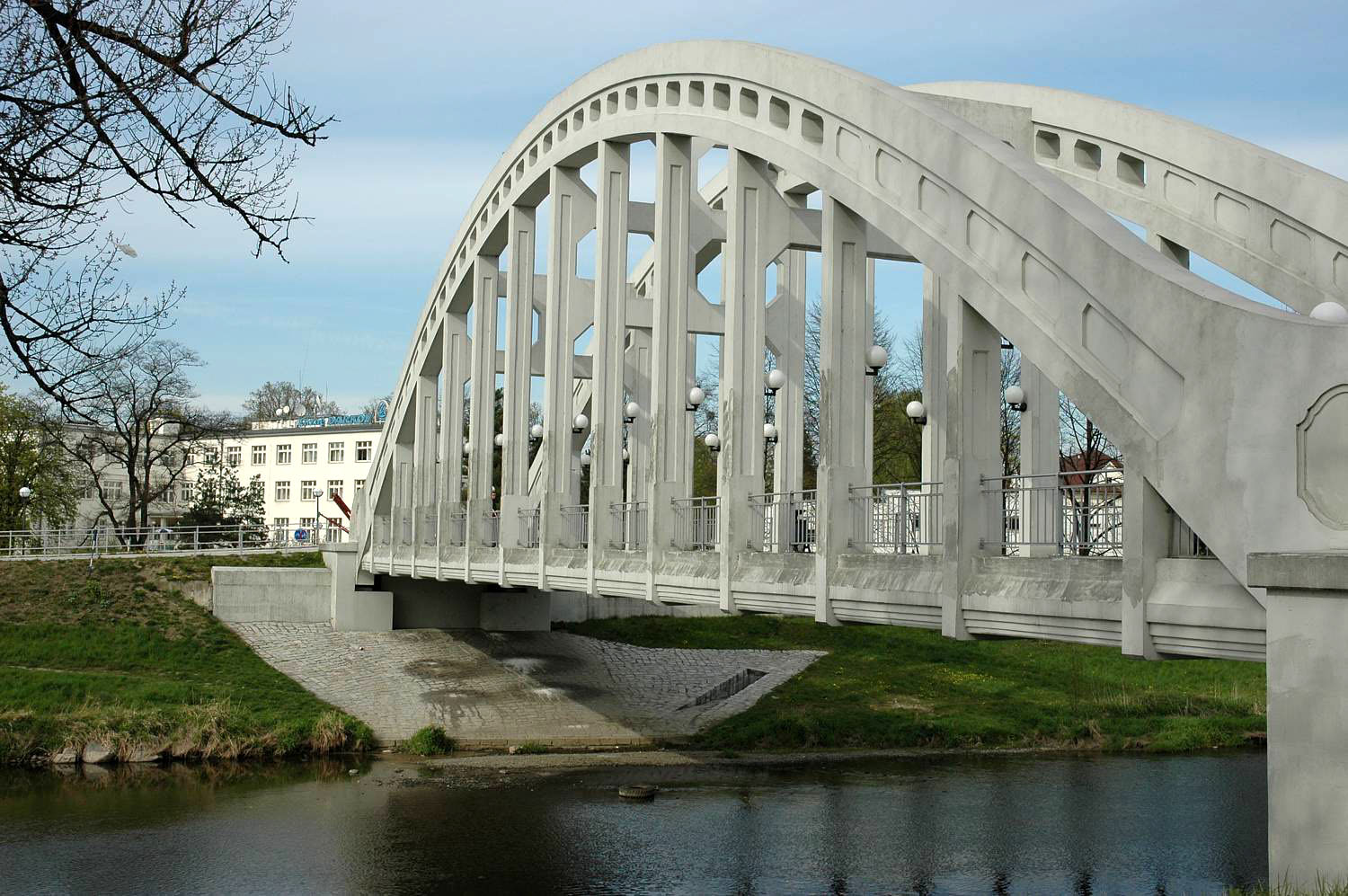
Мост через реку Ольше в городе Карвина